# Агау (народ)
Ага́у (самоназва) — група народів на півночі Ефіопії:
- авія — на південь від озера Тана;
- кайла, куара, кемант, фалаша — на берегах озера Тана;
- камір, камта — в області Ласта;
- бого (білін)

Чисельність агау становить 350 тис. осіб (1983).
Розмовляють агавськими мовами кушитської групи, фалаша — тільки амхарською, більшість бого — мовою тигринья (ефіосемітські мови).
Основне заняття — землеробство, розведення великої та малої рогатої худоби, бджільництво, деякі народи (фалаша) займаються ремеслами.
Релігія — християни-монофісити, кемант — поєднання християнства та дохристиянських культів, фалаша — юдаїзм особливого напрямку.